# Kasteel van Berny
Het Kasteel van Berny (Frans: Château de Berny) is een kasteel in de Franse gemeente Fresnes (Val-de-Marne). Het kasteel is een beschermd historisch monument sinds 1929.